# Cherryman jagt Mister White
Cherryman jagt Mister White ist ein Roman von Jakob Arjouni. Er handelt vom 18-jährigen Rick, der in Storlitz, einem fiktiven Vorort von Berlin wohnt. Mit einem Job als Gärtner wird er dazu verführt, für den Heimatschutz Dinge zu erledigen, die niemand freiwillig tun würde.

## Handlung
Das Buch ist aufgebaut als langer Brief an einen Dr. Layton,  Arzt und Gutachter in einer Klinik, in welcher sich die Hauptfigur Rick befindet. Rick muss sich vor Gericht für eine schreckliche Tat verantworten und Dr. Layton, der Gerichtspsychologe, soll die Hintergründe für diese Tat erforschen.
Rick lebt in dem fiktiven Dorf Storlitz bei seiner Tante Bambusch, nachdem er seine Eltern als Kind verlor. Er hat noch keine Ausbildungsstelle, gärtnert gern und träumt vom Gärtnerberuf und einer Freundin. Rick trifft zufällig ehemalige Mitschüler, die ihm eine Lehrstelle in der Gärtnerei Dirksen in Berlin anbieten. Rick nimmt an. Er erfährt, dass mit der Lehrstelle eine Aufgabe verbunden ist. Er soll für einen „Heimatschutz“ während der Arbeit im Park einen jüdischen Kindergarten beobachten und die Geschehnisse ganz genau dokumentieren. 
Rick reist nach Berlin. Im Zug lernt er Marilyn kennen und verliebt sich in sie. Nach vierwöchiger Probezeit in der Gärtnerei wird er als Gärtnerlehrling eingestellt. Am ersten Arbeitstag im Park sieht Rick erstmals den jüdischen Kindergarten, den er beobachten soll. Er beschließt, dem Heimatschutz nur Belangloses über den Kindergarten zu berichten. Gleich am ersten Tag schließt er Freundschaft mit dem Kindergartenkind Ninu. Als Marilyn Rick im Park besucht, freundet auch sie sich mit Ninu an. 
Rick trifft Pascal, einen Freund von Mario. Er bekommt von Pascal den Auftrag, eine Tasche, die angeblich Flyer enthält, unbemerkt in den jüdischen Kindergarten zu stellen. Rick zögert jedoch. Später wird er bedroht und erhält die besagte Tasche. Er öffnet sie mit seiner Rosenzange und findet ein Handy, das mit einer Bombe verkabelt ist. Daraufhin stellt er die Tasche nicht in den Kindergarten, sondern in ein Gartenhäuschen und zündet die Bombe. Anschließend geht Rick zurück in Dirksens Büro. Er greift zur Motorsäge und ermordet Dirksen damit. Als er nach Hause kommt, wird er bereits von Mario, Vladimir, Heiko und Robert erwartet. Rick lockt die Gang ins alte Bienenhäuschen, wo er alle vier Männer mit einer Kettensäge tötet, und stellt sich der Polizei. Mit einer abschließenden Reflexion über seine Schuld beendet Rick seinen Bericht an Dr. Layton. 
In einem persönlichen, nicht mehr offiziellen Brief erzählt Rick Dr. Layton davon, wie ihn Ninus Eltern zusammen mit ihrem kleinen Sohn im Gefängnis besuchen und sich dafür bedanken, dass er den Kindergarten und alle Kinder vor der Bombe gerettet hat. Rick erzählt dem Psychologen außerdem, dass er Briefe und eine Comic-Liebesgeschichte für Marilyn verfasst hat und sie zu einem Besuch erwartet.

## Figuren
Rick
Rick Fischer ist die Hauptfigur des Buches und lebt seit dem tödlichen Autounfall seiner Eltern bei "Tante Bambusch". Ihr gegenüber ist er sehr fürsorglich und kümmert sich zum Beispiel um ihren Garten. Rick liebt es, Comics zu zeichnen, und versucht damit, seine Probleme im wahren Leben zu verarbeiten. Er ist eher ein Außenseiter und zieht sich gerne zurück. Außerdem ist er leicht einzuschüchtern und fällt immer wieder der Gang zum Opfer. Gegen Ende des Buches entfaltet er sich, wird mutiger und zeigt eine ganz neue Seite von sich.
Marilyn
Marilyn ist eine aufgestellte, fröhliche Person. Sie ist oft bunt gekleidet und gleich alt wie Rick. Ab und zu besucht sie Rick bei seiner Arbeit im Park und spielt mit Ninu.
Tante Bambusch
Tante Bambusch ist 87 Jahre alt und Österreicherin. Sie ist nicht wirklich die Tante von Rick, sondern war bloß die beste Freundin der Mutter seines Vaters. Als seine Eltern starben, übernahm sie die Verantwortung für Rick und zog ihn auf. Sie geht einmal in der Woche zum Canasta-Termin für eine Kartenspielrunde. 
Ninu
Ninu ist ein 2-jähriger Junge aus dem Kindergarten. Seine Eltern sind französische Juden. Er ist zu Beginn ein wenig introvertiert und scheu, freundet sich später aber mit Rick an. Rick fühlt sich durch Ninu an die Zeit vor dem Tod seiner Eltern zurückerinnert. Ninu und seine Eltern besuchen Rick am Ende im Gefängnis.
Dr. Layton
Dr. Layton ist der Kriminalpsychologe, dem Rick während der Untersuchungsphase seine Briefe schreibt. Er wohnt seit vielen Jahren in Berlin, seine Familie wohnt in den USA. Rick beschreibt ihn als freundlichen und höflichen Herren. 
Charly
Charly (eigentlich Charlotte) ist die Leiterin des jüdischen Kindergartens. Charly trägt die Verantwortung für die jüdischen Kinder und verhält sich gegenüber Rick zuerst skeptisch. Aber als sie merkt, dass Ninu in Rick einen Freund gefunden hat, beginnt sie ihm zu vertrauen.
Robert
Robert ist arbeitslos und lebt von Hartz IV. Er ist skrupellos, gewalttätig und lässt sich deswegen leicht für rechtsradikale Ideen begeistern. Außerdem ist er nicht gerade der Klügste und oft betrunken. Robert verfolgt keine konkreten Ziele und ist unzufrieden mit sich selbst.
Mario
Mario ist ein aktives Mitglied im „Heimatschutz Berlin“. Er ist der Einzige der Gang, der intelligent genug ist, um den Durchblick zu behalten. Mario ist klein und dünn und hat blonde Haare.
Vladimir
Vladimir ist neben Mario der Anführer der Gang. Er ist eher der Hinterhältige und macht anderen immer etwas vor. Vladimir ist im „Heimatschutz“, um sich besonders zu fühlen, obwohl ihm jede Begabung fehlt.
Heiko
Heiko ist der Dümmste der Gang und eigentlich ständig betrunken.
Pascal Wiechmann
Mitglied des „Heimatschutzes“. Bietet Rick eine Lehrstelle in Dirksens Gärtnerei an. Benutzt die Gang, um Rick unter Druck zu setzen. Er ist Mister White, der Quallenmensch, der in Ricks Comic-Geschichte von Cherryman gejagt wird. Cherryman ist eigentlich der Kirschbaum in Tante Bambusch' Garten, der von Mario und seiner Gang mit rostigen Nägeln kaputtgemacht wurde.
Dirksen
Inhaber der Gärtnerei. Mitglied des „Heimatschutzes“. Seine Gärtnerei dient als Deckmantel für dessen Aktivitäten.

## Form, Sprache
Der Jugendroman stellt die manipulative Art der Rechtsextremen und deren Rassenhass dar. Es zeigt die verzwickte Lage von Rick und wie schnell man in solch eine Situation gerät.
Die Geschichte wird aus der Sicht der Hauptfigur Rick erzählt. Der personale Ich-Erzähler ist mitten in der Handlung und erzählt die Geschichte aus seiner subjektiven Perspektive.
Das Werk hat eine Rahmen- und eine Binnenhandlung. In der Rahmenhandlung befindet sich der Protagonist im Gefängnis, wo er auf die Ereignisse zurückblickt, die zu seiner Straftat führten. Die Binnenhandlung besteht aus Briefen an den Psychologen Dr. Layton.
Das fiktive Dorf Storlitz und Berlin bilden die Ausgangsorte für den Jugendroman.
Arjouni beschreibt und charakterisiert die Figuren so, wie Rick sie erlebt hat, wobei sie hauptsächlich typisiert dargestellt werden.
Die Sprache ist einfach gehalten und vorwiegend durch Haupt- und Nebensätze geprägt. Der Autor verwendet dabei oftmals jugendliche Ausdrücke, welche die Sprache der Hauptfiguren widerspiegeln.

## Rezensionen, Kritik
Bei deutschen Kritikern und Lesern stößt der Roman „Cherryman jagt Mr. White“ fast ausschließlich auf positives Feedback.
„Arjounis Roman ist schnell, elegant, leichtfüßig – humorvoll von der ersten bis zur letzten Zeile.“
„Mit seinem umgangssprachlichen Schreibstil führt er den Leser souverän an die heiklen Themen Nationalsozialismus, Arbeitslosigkeit und Perspektivlosigkeit der Jugendlichen heran.“
„Diese Probleme werden durch die Antagonisten des Romans dargestellt, obwohl diese sehr dem gängigen Stereotyp entsprechen. Im Gegensatz dazu überzeugt er durch die gelungene Verknüpfung der Geschichte mit der Comicwelt.“

„Bis zum Schluss bleibt das Werk eine eigenwillige Mischung aus Problem- und Kolportageroman, Kriminal- und psychologischer Außenseitergeschichte, spannend.“
„Vor allem das geschickte Spiel mit Nähe und Distanz, Real und Surreal machen Arjounis Roman lesenswert.“